# Rawi Hage

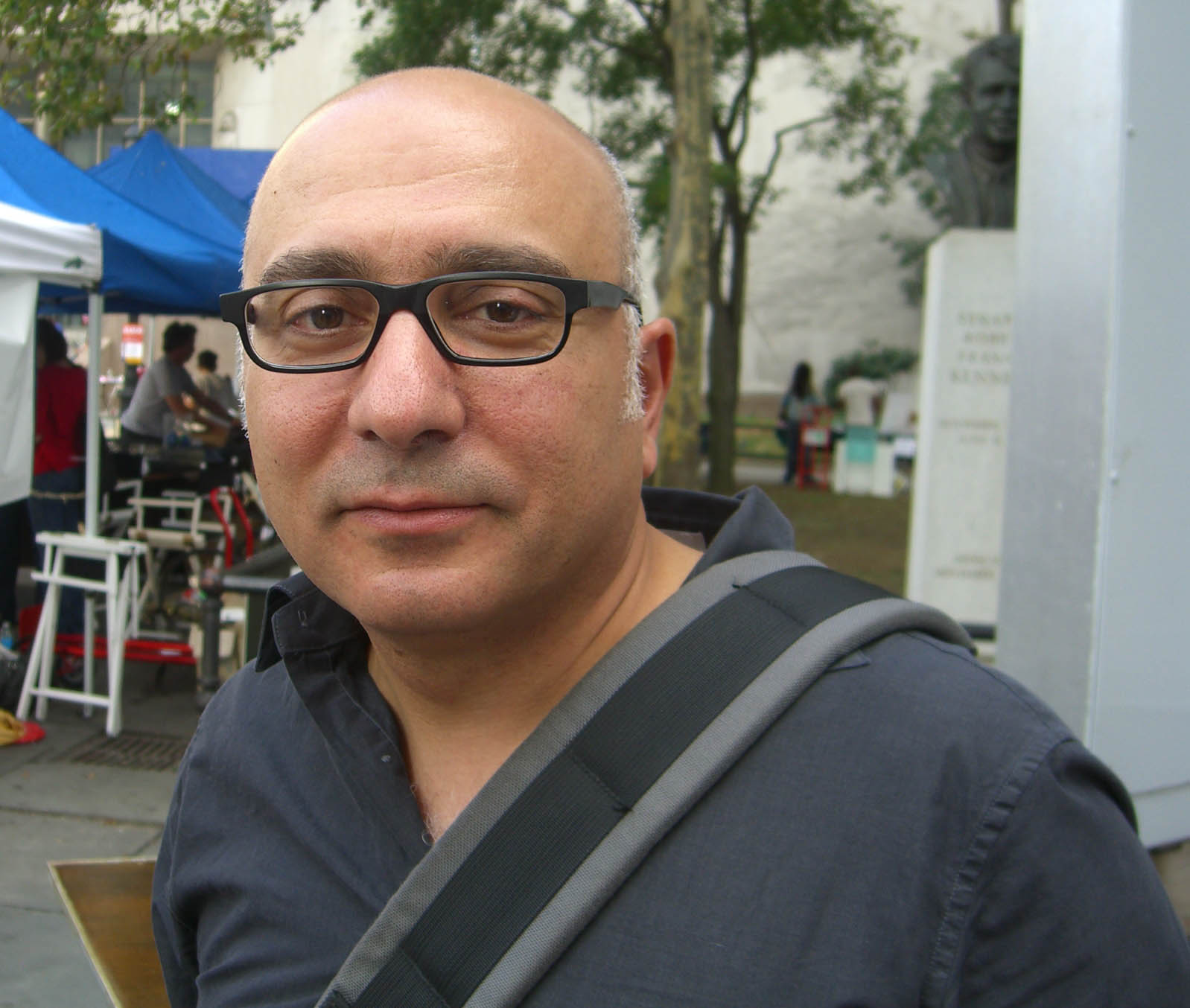
Rawi Hage auf dem Brooklyn Book Festival, 2009

Rawi Hage (* 1964 in Beirut) ist ein preisgekrönter libanesisch-kanadischer Romancier.

## Leben
Hage wuchs im bürgerkriegsgeplagten Libanon als Sohn eines Maroniten und einer griechisch-orthodoxen Mutter französisch- und arabischsprachig auf. Er nennt die schlechte Stromversorgung damals als einen Grund warum er lieber las als fern sah.
Als Erwachsener wanderte er traumatisiert aus und arbeitete mehrere Jahre in New York als Hilfsarbeiter, Kellner und Taxifahrer. Als er zufällig merkte, dass er ein guter Fotograf ist, zog er nach Montreal um, um am Dawson College der Concordia University das Handwerk zu lernen. Er experimentierte auch mit dem Schreiben, weil er zu seinen Fotos Texte beilegen musste und fand durch Zufall einen Verleger.
Für seinen düsteren Erstling "Als ob es kein Morgen gäbe" (De Niro’s Game, 2006) bekam er 2008 gleich den hoch dotierten IMPAC Award. Darin schlagen sich Bassam und sein bester Freund George, ein nihilistischer Milizionär, den alle nur De Niro nennen, im zerbombten und brutalen Ost-Beirut der frühen achtziger Jahre durch.
2008 schrieb er das in Montreal spielende, ebenfalls misanthropische Werk "Kakerlake" über einen Protagonisten, der sich für einen Schabenmenschen hält. 2012 veröffentlichte er "Carnival" über den verlotterten New Yorker Taxifahrer Fly, wieder eine Anspielung auf De Niro.

## Werke
Romane
- Übers. Gregor Hens: Als ob es kein Morgen gäbe. Piper, München 2010, ISBN 978-3-492-25831-9, nominiert für den Rogers Writers’ Trust Fiction Prize
- Übers. Gregor Hens: Kakerlake. Piper, 2012, ISBN 978-3-492-27363-3
- Übers. Gregor Hens: Spinnen füttern. Piper, 2013, ISBN 978-3-492-05394-5
- Cockroach. Penguin, London 2020

Essays
- Le Cirque. (in Englisch!) Zs. Granta, 141, Herbst 2017, Schwerpunktheft Canada ISSN 0017-3231 S. 95–102 (davon Text 95f., 97ff s/w Fotos, ganzseitig, von R. Hage)

Gedichte
- Marjayoun. Zs. Granta, September 2012 engl., Themenheft Reflections for Anthony Shadid